# Uwe Topper
Pour les articles homonymes, voir Topper.
Uwe Topper, né à Breslau en 1940, est un artiste et essayiste allemand, auteur de livres en espagnol et en allemand sur l’histoire, l’ethnographie et l’anthropologie.

## Biographie
Uwe Topper vit à Berlin comme artiste et aussi grâce à ses publications. Il a écrit une douzaine de livres dont certains ont été traduits en russe, en bulgare, en hongrois et plus récemment en coréen. Certaines de ses théories ont donné lieu à des débats scientifiques. Il fait des conférences régulièrement en allemand, en anglais et en espagnol à des petits groupes. Ses connaissances de l'arabe et du berbère font qu'il se concentre spécialement sur des sujets à propos de l'Afrique du Nord.
Après une décennie de recherche sur le terrain en Asie, en Europe et en Afrique du Nord, Topper publie Das Erbe der Giganten en 1977 à propos de la préhistoire en Espagne et l’ouest du bassin méditerranéen. Il soutient que les restes d’une culture de longue date et très avancées en ces lieux ont servi de base pour l’Atlantide de Platon.
Depuis la fin dans années 1990, il est plus connu pour ses théories récentistes, révisant profondément la chronologie, avec sa variante de « Nouvelle chronologie » à cheval entre l’hypothèse des temps fantômes de Heribert Illig et la Nouvelle Chronologie d’Anatoli Fomenko.
Ses premières recherches depuis l’Hindou Kouch jusqu'aux Îles Canaries ont été partiellement publiées dans l’Almogaren, et la publication annuelle de l’Université de Cadix.
Topper a également écrit à propos du livre de l’Apocalypse (Das letzte Buch, 1993), sur la croyance en la réincarnation d'un point de vue historique et ethnologique (Wiedergeburt, 1988), sur le soufisme en Afrique du Nord (Sufis und Heilige im Maghreb, 1984/1991) et sur les traditions berbères du Maroc (voir ses livres en allemand, espagnol et italien).
En 1995, Topper, qui est depuis entré en contact avec un groupe d'auteurs allemands incluant Gunnar Heinsohn, Heribert Illig, Christoph Marx et d'autres qui remettent tous en question la chronologie, commence à s'intéresser de près au Moyen Âge et publie une série de livres tentant de démontrer que l’Histoire, telle que nous la connaissons, a été créé à partir du XVIe siècle. D'après ses théories, il n'y a que très peu de faits correctement datés avant 1400 apr. J.-C. Ces livres incluent : Die Große Aktion (1998) Erfundene Geschichte (1999), Fälschungen der Geschichte (2001), ZeitFälschung (2003) et Kalender-Sprung (2006).
Ses derniers articles remettent en question des dates comme celle de la tapisserie de Bayeux, de l'écriture du Beowulf ou plus récemment de la vie de Dante ou considèrent que le mur du Mont Sainte-Odile en Alsace était destiné à protéger les habitants des attaques de dinosaures… Ces prétendues nouvelles chronologies n'ont aucune reconnaissance dans la communauté des historiens professionnels, et ont été catégoriquement réfutées, notamment sur la base de travaux astronomiques.